# 克雷格·雷德蒙
克雷格·雷德蒙（英語：Craig Redmond，1965年9月22日—），加拿大男子冰球运动员，场上位置是后卫。他曾代表加拿大国家队参加1984年冬季奥林匹克运动会冰球比赛，获得第4名。